# .ne
‎.ne‏ دامنه اینترنتی اختصاص داده شده به نیجر است.